# Hamptophryne
A Hamptophryne a kétéltűek (Amphibia) osztályába, valamint a békák (Anura) rendjébe és a szűkszájúbéka-félék (Microhylidae) családjába tartozó nem. Nevét az ógörög γαστήρ (has, pocak) és φρύνη (béka) szavakból alkották utalva megjelenésére.

## Nevének eredete
Nevét Hampton Wildman Parker brit herpetológus tiszteletére kapta.

## Rendszertani besorolása
A nem korábban csak egyetlen fajt tartalmazott, de mivel a Hamptophryne közeli törzsfejlődési rokonságot mutatott az Altigius monotipikus nemmel, ez utóbbit 2012-ben a Hamptophryne nem szinonimájaként határozták meg.

## Előfordulása
A nembe tartozó fajok Dél-Amerikában honosak.

## Rendszerezés
A nembe az alábbi fajok tartoznak:
- Hamptophryne alios (Wild, 1995)
- Hamptophryne boliviana (Parker, 1927)